# Конкіста-де-ла-Сьєрра
Конкіста-де-ла-Сьєрра (ісп. Conquista de la Sierra) — муніципалітет в Іспанії, у складі автономної спільноти Естремадура, у провінції Касерес. Населення — 212 осіб (2010).
Муніципалітет розташований на відстані близько 210 км на південний захід від Мадрида, 55 км на схід від Касереса.

## Демографія
Динаміка населення (INE ):

## Галерея зображень

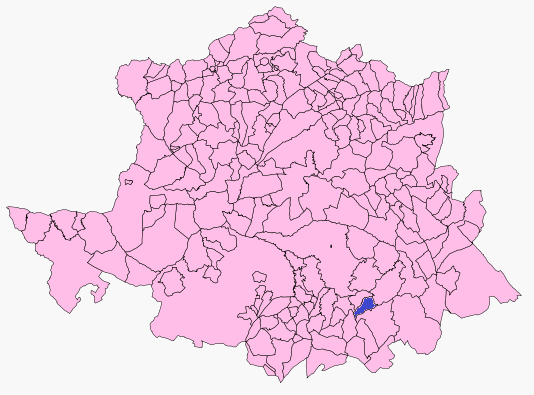
Розташування муніципалітету у провінції Касерес